# 録音録画再生機器のボタン

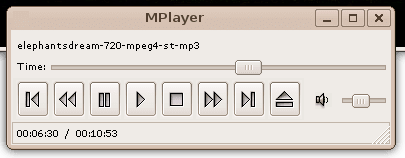
動画再生ソフトのボタン（ボタン (GUI)）の例。MPlayer、英語

録音録画再生機器のボタン（ろくおんろくがさいせいききのボタン）では、音楽、映像（動画像）などの録音再生機器、録画再生機器、再生機器に使用されているコントローラーの押しボタンに使われる記号について記載する。ソフトウェアのマルチメディアプレイヤーにおいてもこれと同様のボタン（ボタン (GUI)）が用いられている。
各記号はISO 7000/IEC 60417で標準化されている。
もともとISOとIECはそれぞれ独立に図記号を規定していたが、2004年6月に双方のデータベースが「機器・装置用図記号」として統合され、整合のとれた規格となった。
日本においては、国内の標準化団体である日本電子工業振興協会の標準「オーディオ機器の表示用語」(CP-0101)が作られたが1981年6月に廃止され、現行の「AV&IT機器の表示用語及び図記号一覧」(JEITA CP-1104B)へ移行した。
特に電源記号については、国際的には数字の「0」「1」を図案化したIEC 417基準の図記号が使われるようになっていったが、日本国内（およびアメリカ合衆国）では、電源スイッチの表示は「切」「入」のように言語情報で書かれるのが通例で、「0」「1」方式は普及が遅れていたため、電気機器を輸入したり、輸出先国の標準に合わせて製造すると国内ユーザーには電源スイッチの図記号の意味が分からない、という状態が続いていた。
図記号の普及を促すため、ISO 7000/IEC 60417の一部および各業界団体からの推薦を取り込む形で2002年に日本工業規格JIS S0103「消費者用図記号」として規格化されている。
実際の機器上にどのように表示するかはJIS Z8221-3で規定される。

## 制御ボタン

### 再生ボタン

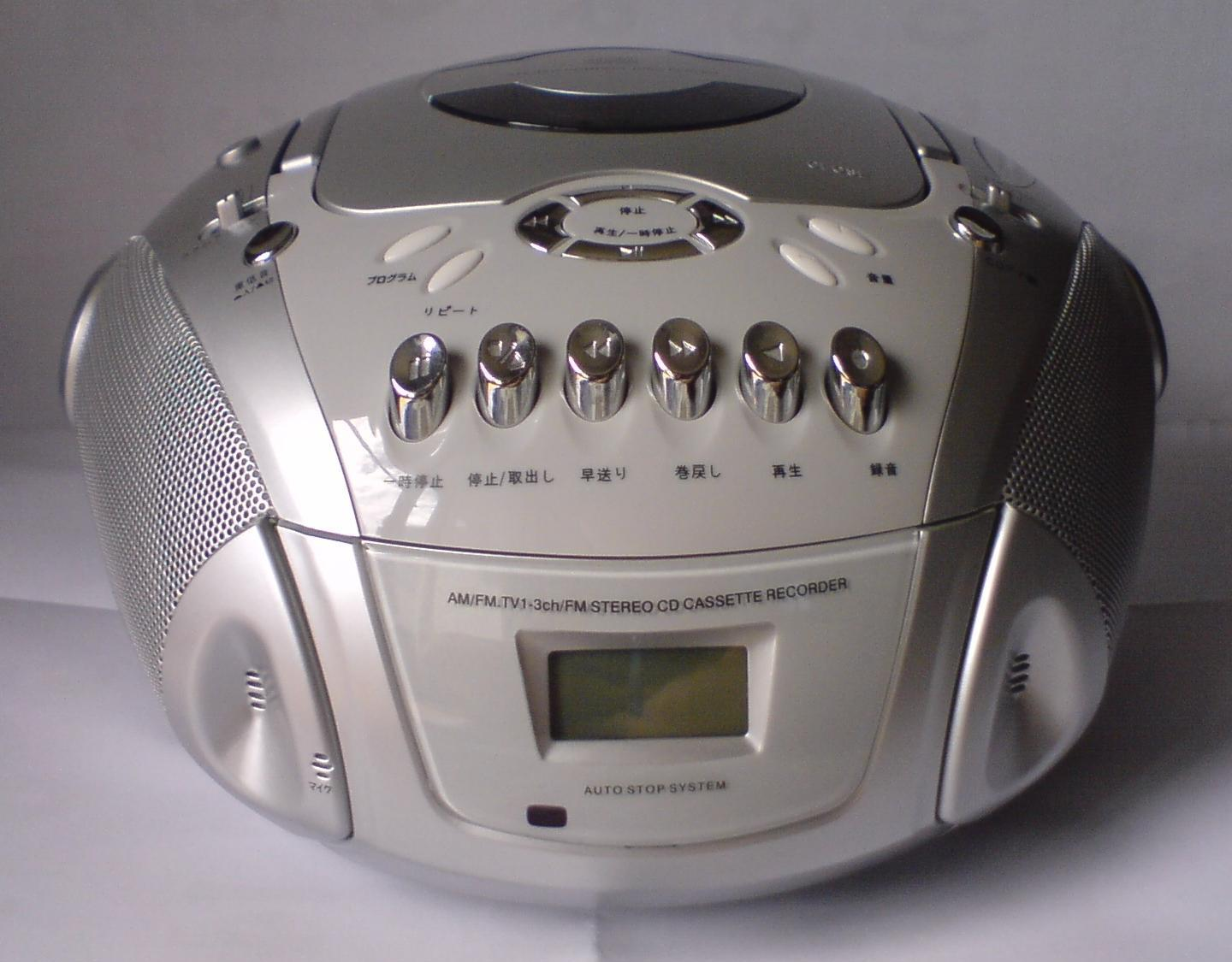
押しボタンがついたCDラジオカセットレコーダー（オーム電機、日本語）

主に再生に使用するボタンである。通常右向きの三角が刻印されていることが多い。上向きに挿入するカセットテープの再生機器では左向きの三角が用いられる。カセットテープの再生機器で裏面（A面を表の場合はB面）を再生する場合は左向きの三角を押すことで区別する機器もある。逆再生を行えるプレイヤーの場合も左向きの三角が使用される。英語で「Play」と記載されていることもある。
| 記号 | Unicode | JIS X 0213 | 文字参照         | 名称                                 |
| ---- | ------- | ---------- | ---------------- | ------------------------------------ |
| ⏴    | U+23F4  | -          | &#x23F4; &#9204; | BLACK MEDIUM LEFT-POINTING TRIANGLE  |
| ⏵    | U+23F5  | -          | &#x23F5; &#9205; | BLACK MEDIUM RIGHT-POINTING TRIANGLE |
| ▶    | U+25B6  | -          | &#x25B6; &#9654; | BLACK RIGHT-POINTING TRIANGLE        |
| ◀    | U+25C0  | -          | &#x25C0; &#9664; | BLACK LEFT-POINTING TRIANGLE         |

### 一時停止ボタン
主に一時停止（ごく短時間の間再生を停止する）に使用するボタンである。縦長の長方形を横に並べた記号を刻印していることが多い。再生中にこのボタンを押すと一時停止し、再度再生するとその一時停止した続きから再生される。機器によっては再生ボタンで続きを再生する。録音、録画ボタンの場合は一時停止ボタンを押した場合はそこで停止し、再度押したときにその続きを録音、録画する。英語で「Pause」と記載されていることもある。
| 記号 | Unicode | JIS X 0213 | 文字参照         | 名称                |
| ---- | ------- | ---------- | ---------------- | ------------------- |
| ⏸    | U+23F8  | -          | &#x23F8; &#9208; | DOUBLE VERTICAL BAR |

### 再生一時停止ボタン

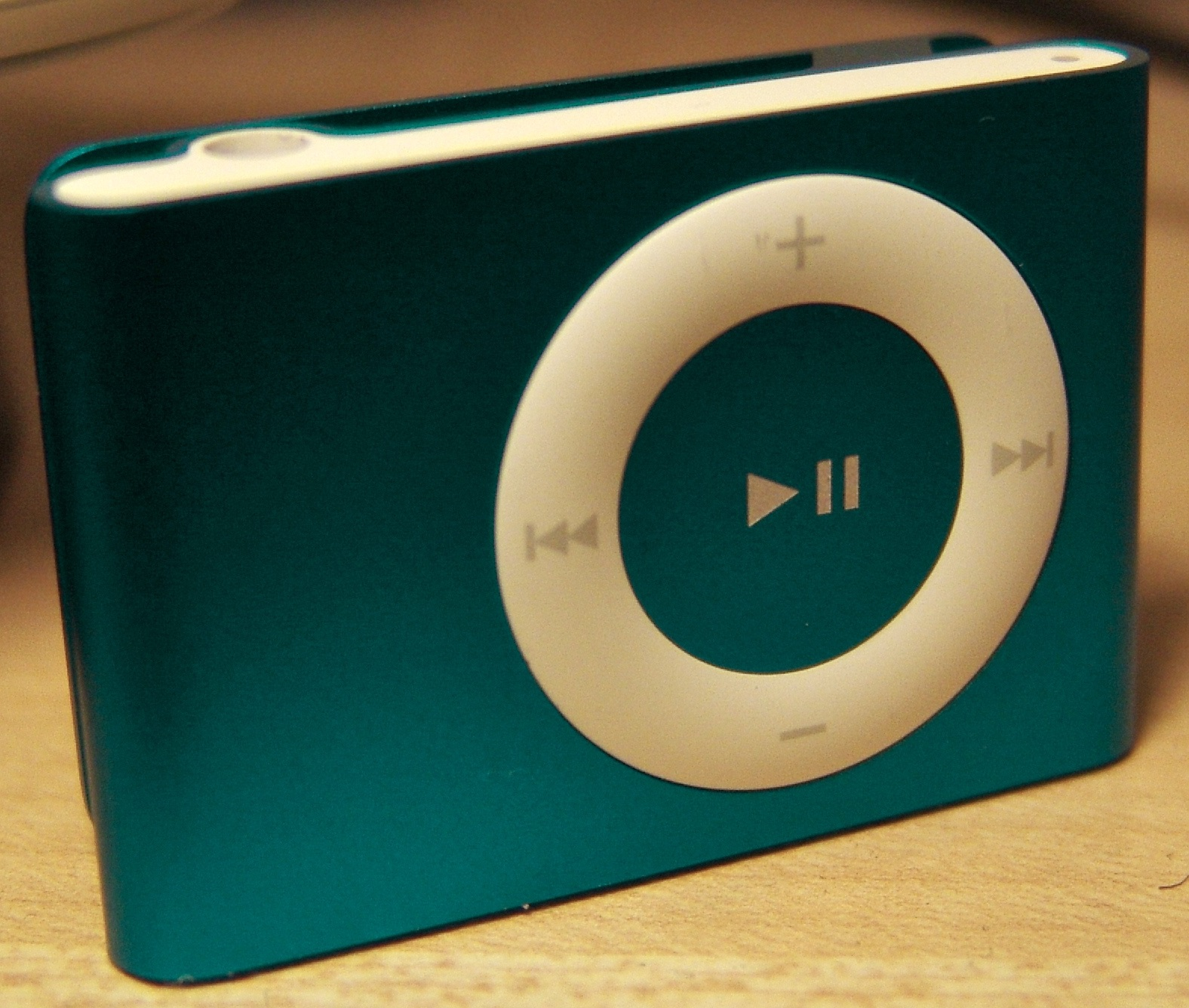
第2世代iPod shuffleの再生一時停止ボタンは、円の中心にある。

停止中および一時停止中におすと再生、再生中に押すと一時停止するボタンである。左側に右三角、右側に縦長の長方形を横に並べた記号を刻印していることが多い。
| 記号 | Unicode | JIS X 0213 | 文字参照         | 名称                                                   |
| ---- | ------- | ---------- | ---------------- | ------------------------------------------------------ |
| ⏯    | U+23EF  | -          | &#x23EF; &#9199; | BLACK RIGHT-POINTING TRIANGLE WITH DOUBLE VERTICAL BAR |

### 停止ボタン
主に停止に使用するボタンである。正方形の記号（四角 (記号)）を刻印していることが多い。再生中にこのボタンを押すと停止する。一時停止ボタンと異なり、再度再生した場合は最初から再生になるものも多い。
英語で「Stop」と記載されていることもある。
| 記号 | Unicode | JIS X 0213 | 文字参照         | 名称                  |
| ---- | ------- | ---------- | ---------------- | --------------------- |
| ⏹    | U+23F9  | -          | &#x23F9; &#9209; | BLACK SQUARE FOR STOP |
| ■    | U+25A0  | 1-2-3      | &#x25A0; &#9632; | 黒四角 BLACK SQUARE   |

### 録音ボタン、録画ボタン
主に録音および録画に使用するボタンである。丸印を記載しているボタンである。通常赤で記号が色づけされている。このボタンを押すと録音あるいは録画を開始する。英語で「Record」あるいは「Rec」と記載されていることもある。
| 記号 | Unicode | JIS X 0213 | 文字参照         | 名称                    |
| ---- | ------- | ---------- | ---------------- | ----------------------- |
| ⏺    | U+23FA  | -          | &#x23FA; &#9210; | BLACK CIRCLE FOR RECORD |
| ●    | U+25CF  | 1-1-92     | &#x25CF; &#9679; | 黒丸 BLACK CIRCLE       |

### 早送りボタン
主に早送りに使用するボタンである。右向きの三角を2つ横に並べたボタンが刻印されている。このボタンを押すと早送りする。プレイヤーによっては次の曲やチャプターに飛ぶ。英語で「FF」（Fast Forwardの略）と記載されていることもある。
| 記号 | Unicode | JIS X 0213 | 文字参照         | 名称                                 |
| ---- | ------- | ---------- | ---------------- | ------------------------------------ |
| ⏩   | U+23E9  | -          | &#x23E9; &#9193; | BLACK RIGHT-POINTING DOUBLE TRIANGLE |

### 早戻しボタン
主に早戻しに使用するボタンである。左向きの三角を2つ横に並べたボタンが刻印されている。このボタンを押すと早戻しされる。プレイヤーによっては前の曲やチャプターに飛ぶ。従来は「巻き戻し」または「Rewind」、「REW」（巻き戻しの意）と表記されることが一般的だったが、記録メディアが磁気テープから光ディスクに移行していくにつれて「早戻し」という表記に置き換えられた。
| 記号 | Unicode | JIS X 0213 | 文字参照         | 名称                                |
| ---- | ------- | ---------- | ---------------- | ----------------------------------- |
| ⏪   | U+23EA  | -          | &#x23EA; &#9194; | BLACK LEFT-POINTING DOUBLE TRIANGLE |

### 次曲、前曲ボタン
主に次の曲や映像、前の曲や映像の先頭に送るボタンである。次曲ボタンの場合は右三角の右に縦長の長方形、前曲ボタンの場合は左三角の左に縦長の長方形が用いられる。右三角2つの右に縦長の長方形と左三角2つの左に縦長の長方形が用いられることもある。頭出しのボタンとして使用されることもある。
| 記号 | Unicode | JIS X 0213 | 文字参照         | 名称                                                   |
| ---- | ------- | ---------- | ---------------- | ------------------------------------------------------ |
| ⏮    | U+23EE  | -          | &#x23EE; &#9198; | BLACK LEFT-POINTING DOUBLE TRIANGLE WITH VERTICAL BAR  |
| ⏭    | U+23ED  | -          | &#x23ED; &#9197; | BLACK RIGHT-POINTING DOUBLE TRIANGLE WITH VERTICAL BAR |

### スローボタン
主にゆっくり再生するボタンに使用される。右三角の左に、縦長の長方形か正方形または、三角形に続く台形が用いられる。

## メディアの取り扱いに関するボタン

### 取り出しボタン
主にカセットテープ、CDなどのメディアを取り出すときに使用するボタンである。横長の長方形の上に上三角が刻印されている。英語で「Eject」と記載されていることもある。
| 記号 | Unicode | JIS X 0213 | 文字参照         | 名称                                |
| ---- | ------- | ---------- | ---------------- | ----------------------------------- |
| ⏏    | U+23CF  | -          | &#x23CF; &#9167; | BLACK LEFT-POINTING DOUBLE TRIANGLE |

## 状態ボタン

### 繰り返しボタン
再生終了したら再度再生する場合に用いるトグル式のボタンである。回転した矢印が用いられる。カセットテープの場合は表面の再生が終わったら裏面から再生される。1曲だけの再生繰り返しボタンがある再生機器もある。
英語で「Repeat」と記載されていることもある。
| 記号 | Unicode | JIS X 0213 | 文字参照            | 名称                                                                           |
| ---- | ------- | ---------- | ------------------- | ------------------------------------------------------------------------------ |
| 🔁   | U+1F501 | -          | &#x1F501; &#128257; | CLOCKWISE RIGHTWARDS AND LEFTWARDS OPEN CIRCLE ARROWS                          |
| 🔂   | U+1F502 | -          | &#x1F502; &#128258; | CLOCKWISE RIGHTWARDS AND LEFTWARDS OPEN CIRCLE ARROWS WITH CIRCLED ONE OVERLAY |

### シャッフルボタン
デジタル形式のメディア再生機器およびアプリケーションにあるボタンである。右向きの交差した矢印の記号を用いる。
英語で「Shuffle」と記載されていることもある。
| 記号 | Unicode | JIS X 0213 | 文字参照            | 名称                      |
| ---- | ------- | ---------- | ------------------- | ------------------------- |
| 🔀   | U+1F500 | -          | &#x1F500; &#128256; | TWISTED RIGHTWARDS ARROWS |

### ボリュームボタン
ボリューム（音量）の上げ下げに使用されるボタンである。ボリュームを上げるボタンは上向き三角、ボリュームを下げるボタンは下向き三角が使用される。「＋」および「−」や「⌃」および「⌄」が使用されることもある。ボリュームを上げるボタンにスピーカーに3本の弧をつけた「🔊」、ボリュームを下げるボタンにスピーカーに1本の弧をつけた「🔉」が使用されることもある。
| 記号 | Unicode | JIS X 0213 | 文字参照            | 名称                           |
| ---- | ------- | ---------- | ------------------- | ------------------------------ |
| ⌃    | U+2303  | -          | &#x2303; &#8963;    | UP ARROWHEAD                   |
| ⌄    | U+2304  | -          | &#x2304; &#8964;    | DOWN ARROWHEAD                 |
| 🔊   | U+1F50A | -          | &#x1F50A; &#128266; | SPEAKER WITH THREE SOUND WAVES |
| 🔉   | U+1F509 | -          | &#x1F509; &#128265; | SPEAKER WITH ONE SOUND WAVE    |

### 消音ボタン
ボリューム（音量）の上げ下げに使用されるボタンである。スピーカーの記号に丸に斜線マークあるいはスピーカーマークに斜線マークが用いられる。スピーカーだけのマークを使用されることもある。
英語で「Mute」と記載されていることもある。
| 記号 | Unicode | JIS X 0213 | 文字参照            | 名称                             |
| ---- | ------- | ---------- | ------------------- | -------------------------------- |
| 🔇   | U+1F507 | -          | &#x1F507; &#128263; | SPEAKER WITH CANCELLATION STROKE |
| 🔈   | U+1F508 | -          | &#x1F508; &#128264; | SPEAKER                          |

## 電源ボタン

IEC5009記号

IEC5010記号

電源を入れたり切ったりするときに使用するボタンである。IEC 5009では丸の上をはずして縦線を入れた記号、IEC 5010では丸の中に縦線を入れた記号が定義されている。いずれも電源を入れるボタンIEC 5007の縦線、電源を切るボタンIEC 5008の丸を組み合わせたボタンである。
英語で「Power」と記載されていることもある。
国際的な電源マークはIEC 60417標準「Graphical symbols for use on equipment」の初版である1973年版（当時はIEC 417）で記述されているが、これらの一部は1960年代から非公式に使われていたものもある。
いわゆる電源マークとして知られているIEC 5009はユーザーインターフェイスデザインにおける改善によって生まれた。
もともと、最初期の電源制御は「ON」と「OFF」のように文字で区別される二つの状態を切り替えるスイッチだったが、電子機器が国境を越えてやりとりされるに連れて、これらの文字情報は、言語障壁を乗り越えるために国際的な数字記号「1」と「0」に置き換えられていった（通常はサンセリフ書体が使われた）。
一つのボタンで入/切を切り替えるボタンができるにあたり「1」と「0」を重ね合わせた図記号が作られ、今日では国際的に電源マークと認識されるに到る。

### 定義
IEC 60417-5007（縦線）主電源入記号。
ボタンの上やトグルスイッチの片側に表示することで、電源が完全に供給された状態になることを表す。数字の1を図案化したものとされる。
IEC 60417-5008（塗りつぶさない丸）主電源切記号。
ボタンの上やトグルスイッチの片側に表示することで、電源が完全に遮断された状態になることを表す。数字の0を図案化したものとされる。「主電源切」は、その機器が電力供給源から完全に遮断される場合にのみ使用できる。従って、機器の主たる機能が停止していても何らかの待機電力が通電しているのならば「スタンバイ」記号を使わなければならない。
IEC 60417-5009（上が欠けた丸に縦線）スタンバイ記号。
スリープモードや省電力モードを表す、電力供給源から完全には切られないスイッチである。トグルスイッチにおいて「入」の反対側に表示されることがあったり、押すとスタンバイ状態に移行する押しボタンや、押して離すたびに「入」とスタンバイ状態を交互に切り替える押しボタンに付いていることがある。IECとは別に、IEEE 1621ではこの記号を「電源」一般と定義している（後述）。JIS S0103では、「スタンバイ」記号は「主電源入」記号と対にして使用することを想定している。
IEC 60417-5010（丸の中に縦線）電源入-切記号。
押して離すたびに「入」と「切」を交互に切り替えるボタンに使用する。「切」のときには電力供給源と完全に切れている場合に使用する。

### スタンバイ記号のあいまいさ
機器に付けられたスタンバイ記号（上が欠けた丸に縦棒）が実際にどのような機能を持つのかはあいまいである。
もともとは予熱中などで使用できない状態を表示するための記号であったが、そのうち電源を切っても待機電力で予熱を続ける機器が現れた。
また、見た目は電源ボタンのように見えても、内部的には電源制御回路に電気信号を送るためのボタンであって、電源制御回路そのものは常時通電している場合がある。
このように機器の一部でも通電している場合は、「主電源切」記号、「電源入-切記号」を使うことは認められず、「スタンバイ」記号を使わなければならない。
このため、「入の反対側がスタンバイのトグルスイッチ」や「押すと起動するスタンバイボタン」が現れた。スタンバイ記号は一般的には「電源ボタン」と認識されており、さらには企業のロゴマークやファッションにも転用され「力強さ」や「サイバーっぽさ」を表現するのに使われるようになったが、これはIEC 60417-5009の元来の定義に照らすと不正確である。
さらに、電子機器にはスタンバイモードとは別に省電力モードやスリープモードが設定されているものもあるが、「スタンバイボタンを押すと（スタンバイモードではなく）省電力モードに移行する」ものすらあり、スタンバイ記号のボタンを押すと何が起こるのか、図記号のせいで却って分かりにくくなっている。
そこでカリフォルニア電力委員会やIEEEなどが提案者となり、省電力状態を表すための別なスリープ記号（三日月マーク）が提案された。この提言が通った場合、従前のスタンバイ記号（上が欠けた丸に縦棒）は「電源」一般を示す記号として再定義されることになっていた。
この記号変更は、2004年12月8日にIEEE標準1621号で発行された。
JISの体系では図記号1個ごとに番号を付けて管理することはしていないため、個別のJIS規格ごとに図記号の定義が異なる場合がある。
例えば、JIS D0032「自動車－操作、計量及び警報装置の識別記号」附属書X.01図では、IEC 60417-5009（上が欠けた丸に縦線）をスタンバイではなく「電源 ON/OFF」と定義している。
今後10年を目途に調整を図っていくこととされている

### 電源に関する文字コード
前述の各種電源マークはUnicode 9.0で文字として追加された。ただし主電源切記号は既存のHEAVY CIRCLE文字で表すこととされた。
| 記号 | Unicode | JIS X 0213 | 文字参照          | 名称                |
| ---- | ------- | ---------- | ----------------- | ------------------- |
| ⏻    | U+23FB  | -          | &#x23FB; &#9211;  | POWER SYMBOL        |
| ⏼    | U+23FC  | -          | &#x23FC; &#9212;  | POWER ON-OFF SYMBOL |
| ⏽    | U+23FD  | -          | &#x23FD; &#9213;  | POWER ON SYMBOL     |
| ⭘    | U+2B58  | -          | &#x2B58; &#11096; | HEAVY CIRCLE        |
| ⏾    | U+23FE  | -          | &#x23FE; &#9214;  | POWER SLEEP SYMBOL  |